# Geschiedenis van Cyprus
De geschiedenis van Cyprus is bepaald geweest door de vaak strategische ligging van het op culturele gronden als Europees beschouwde maar geografisch Aziatische eiland aan de uithoeken van de grote rijken in de loop der tijden. Ook de bodemrijkdommen van Cyprus maakten het eiland een begeerd goed. Hier is de geschiedenis van Cyprus in feite een geschiedenis tussen oost en west in het klein.

## Prehistorie
De prehistorie van Cyprus bestrijkt de periode vanaf de komst van de eerste mensen op het eiland rond 10.000 v.Chr. Deze jager-verzamelaars slaagden er in 1000 jaar in de populaties dwergnijlpaarden en dwergolifanten compleet uit te roeien.

De prehistorie eindigt omstreeks 800 v.Chr., toen Cyprus voor het eerst werd genoemd in Romeinse bronnen. Weliswaar dateert de eigen geschreven taal van Cyprus uit het 2e millennium v.Chr., maar deze is nog niet ontcijferd.

## Cypriotische oudheid

### Assyrische periode
Er is zowel van Sargon II (709 v.Chr.) als van Esarhaddon (673 v.Chr.) bekend dat zij van de koningen van Cyprus tribuut ontvingen en dat zij het Assyrische oppergezag erkenden. Sanherib had Cyprioten in dienst om zijn vloot te bemannen. De werkelijke macht op het eiland werd echter uitgeoefend door de koningen van de afzonderlijke stadstaten, hoewel er van 673 tot 669 v.Chr. Assyriërs op het eiland waren.

### Egyptische periode
Van 560 v.Chr.-545 v.Chr. had Egypte het oppergezag over het eiland, hoewel de lokale vorsten wederom grotendeels hun eigen zaken konden regelen. Farao Amasis kreeg echter wel de beschikking over de machtige Cypriotische vloot en dat versterkte de positie van Egypte in Syrië en Palestina aanzienlijk.

### Perzische periode
In 545 v.Chr. erkenden de koningen van Cyprus het gezag van het Perzische Rijk van Cyrus II en in 525 v.Chr. werd het eiland daadwerkelijk bezet. Nadien herwon het zijn autonomie maar bleef onder Perzische invloed. Dit hield bijvoorbeeld in dat Cyprus een belangrijke bijdrage tot de Perzische vloot bleef leveren. In 450 v.Chr. zond Kimon II van Athene een vloot om daar verandering in te brengen, maar dit liep op niets uit. Bij de vrede van 448 v.Chr. bleef het eiland in Perzische handen.
Rond 425 v.Chr. was Baalmilk II (zoon van Azbaal, zoon van Baalmilk I) koning van Kition en Idalion. Daarna greep de Fenicische balling Abdemon de macht. Na de dood van de Perzische koning Darius II  in 404 v.Chr. probeerde Euagoras I, koning van Salamis het eiland te veroveren. Dit vormde een bedreiging voor de Perzen omdat Evagoras zich al snel ook met de Fenicische politiek ging bemoeien. Uiteindelijk zullen de koningen van Salamis over het eiland heersen, als vazal van de Perzen, tot Artaxerxes III in 344 v.Chr. Cyprus heroverde.

### Hellenistische periode
Bij de komst van Alexander de Grote steunden de Grieken van het eiland zijn veldtocht en bij de verdeling van het rijk onder zijn opvolgers, de Diadochen, werd Cyprus onderdeel van het (Hellenistische) rijk van Ptolemaeus van Egypte.
Tijdens de Ptolemaeische periode stichtte Zeno van Citium, een Cypriotische filosoof de stoïcijnse school in Athene, waarvan het gedachtegoed zich zou verspreiden over de hele antieke wereld.

### Romeinse periode
In 76 v.Chr. veroverden de Romeinen het eiland en vormden het om naar de provincia Cyprus. Dit opende de deur voor een aanzienlijke immigratie van Joden. In de tijd van de Kitosoorlog (115-117) slaagden Joden, geleid door Artemion, er zelfs in de controle over het eiland over te nemen. Het Romeinse leger heroverde echter de hoofdstad en Joden – zelfs drenkelingen – werd voortaan verboden voet aan wal te zetten op het eiland.
In de eerste, tweede en derde eeuw na Chr. nam de ontbossing van Cyprus grote afmetingen aan. Deze ontbossing was het gevolg van het kappen van bomen voor de productie van houtskool die in de metaalnijverheid gebruikt werd.

## Cypriotische middeleeuwen

### Arabieren en Byzantijnen
In 649 stelde de latere kalief Muawija de eerste moslimvloot samen en veroverde het eiland. Daarna zou het eiland een aantal eeuwen een soort gezamenlijk bestuur tussen Byzantijnen en Arabieren kennen. Justinianus II kwam een verdrag overeen met Abd al-Malik, die in een burgeroorlog verwikkeld was, waarin de positie van het eiland verder geregeld werd. Justinianus  verwijderde delen van de bevolking van het eiland om ze in de rest van het rijk onder te brengen. Deze politiek was niet erg succesvol en een aantal van hen wist weer naar huis terug te keren. In 876 slaagde Byzantium erin het eiland voor zeven jaar weer geheel in eigen handen te krijgen, maar daarna viel het weer in handen van de moslims. In de jaren 905 tot911 volgde er een reeks Byzantijnse overwinningen ter zee onder Himerius en werd het eiland weer Byzantijns, om vervolgens weer in Arabische handen te vallen. In 966 werd het opnieuw Byzantijns onder keizer Nikephoros II Phokas en dat zou dat zo blijven tot het einde van de 12de eeuw. Cyprus werd daarmee een belangrijk steunpunt voor de Byzantijnen in de Levantijnse Zee.
Op het einde van de 12e eeuw begon het rijk danig in verval te geraken en Isaäk Komnenos, een afvallige telg uit de Komnenendynastie, vestigde er in 1185 een eigen rijkje op het eiland en verklaarde het onafhankelijk. Dit was een zware klap voor het prestige van de keizer.

### Kruisvaarders
Op weg naar Jeruzalem leed een deel van de vloot van Richard Leeuwenhart schipbreuk op het eiland. Isaak weigerde de schipbreukelingen vrij te laten en Cyprus werd in 1191 door Richard veroverd. Daarna droeg hij het eiland over aan de Orde van de Tempeliers. In 1192 verkocht Richard het aan Guy van Lusignan vanwege het verlies van zijn koningschap over het koninkrijk Jeruzalem, dit is het begin van het koninkrijk Cyprus. Het koninkrijk Cyprus werd enige tijd later (1269) verenigd met het koninkrijk Jeruzalem of wat daar in die tijd nog van restte. Met de val van Akko in 1291 werden de kruisvaarders voorgoed uit het Heilige Land verdreven, maar op het eiland zou hun bewind nog tot 1489 duren. Daarmee overleefden zij dus ook de val van Constantinopel.

### Venetiaanse periode
De laatste koning van Cyprus huwde met een vrouw uit een aanzienlijk Venetiaans geslacht. De Venetiaanse invloed werd daarmee steeds sterker. Toen zij weduwe werd trachtte zij de onafhankelijkheid van het eiland door een tweede huwelijk zeker te stellen. In 1489 namen de Venetianen het eiland echter over. Hun bewind was een regelrechte kolonisatie. Zij beschouwden het eiland als wingewest.

### Ottomaanse periode
In juli 1570 voerden de Ottomaanse Turken een aanval uit op Cyprus. Ze veroverden bijna onmiddellijk de stad Nicosia, maar hadden meer moeite met de Venetiaanse vesting van Famagusta. Aan het christelijke bewind kwam een jaar later, in 1571, een einde toen de Ottomanen het hele eiland veroverden.
Ondanks de overwinning van de christelijke alliantie in de Slag bij Lepanto op 7 oktober 1571 stond Venetië Cyprus af aan de Ottomanen in 1573. De Orthodoxe Kerk verwelkomde het nieuwe bewind aanvankelijk omdat de Ottomaanse Turken bereid waren deze Kerk te erkennen. Zij gebruikten de Kerk echter ook als middel om meer belasting te kunnen heffen en de opbrengst daarvan verdween naar Istanbul. Bij de onafhankelijkheid van Griekenland in 1821 namen de Turken op het eiland de kerkleiders gevangen en onderdrukten de bevolking en ontstond er steeds meer verwijdering met de Grieks sprekende bevolking. Er was inmiddels een vrij grote minderheid Turken op het eiland komen wonen. De Turken regeerden het eiland tot 1878.

## Moderne geschiedenis van Cyprus

### Britten
Door de opening van het Suezkanaal in 1869 was het strategisch belang van Cyprus nog toegenomen.
In 1877 waren Groot-Brittannië en Rusland in oorlog met het steeds zwakker wordende Ottomaanse Rijk en de Britten bezetten het eiland. Als onderdeel van de Anglo-Turkse conventie van 1878 bleef de bezetting gehandhaafd. In 1925 werd het eiland een Britse kroonkolonie.
Tijdens de Tweede Wereldoorlog vonden drie belangrijke bombardementen plaats op Cyprus. Op 15 mei 1941 voerden acht Italiaanse vliegtuigen een aanval uit op Nicosia en de dorpen Dhavlos en Neokhorio, waarbij vier doden vielen. In juni 1941 werden Paphos, Xeros, Lemba en de luchthaven van Nicosia geraakt. In Nicosia vielen zeven doden en dertien gewonden. Een maand later, in juli 1941, werden Famagusta, Nicosia, Larnaca en Morphou gebombardeerd. De materiële schade was groot en er vielen tien doden.

### Onafhankelijkheid en deling
In 1950 werd Makarios III aartsbisschop van Nicosia. In het volgend jaar richtte kolonel Grivas de EOKA op, een beweging die enosis – aansluiting bij Griekenland – voorstond. Groot-Brittannië, dat zich net uit India en Palestina had teruggetrokken, had een nieuw dekolonisatieprobleem.
Op 1 april 1955 begon de EOKA een opstand. Behalve tegen de Britten was deze ook tegen de communisten gericht. In maart 1956 verbanden de Britten aartsbisschop Makarios van het eiland, maar dat bracht een oplossing niet dichterbij. Vanaf 1958 begonnen Grieks- en Turks-Cyprioten stelselmatig elkaars moskeeën en kerken in brand te steken.
In oktober 1959 werd te Zürich een verdrag gesloten tussen het Verenigd Koninkrijk, Griekenland en Turkije, waarin de onafhankelijkheid van het eiland werd overeengekomen onder de garantie van de drie landen. Schending van de neutraliteit van Cyprus zou elk van de beschermlanden het recht tot interventie geven. Op deze bepaling beriep de Turkse regering zich in 1974.
Op 16 augustus 1960 werd Cyprus onafhankelijk onder de in Zürich overeengekomen grondwet. Deze had de staat ingericht langs etnisch-religieuze lijnen, waarbij de Grieks-Cyprioten de president kozen en de Turks-Cyprioten de vicepresident. Alle regeringsposten moesten tussen beiden worden uitonderhandeld. Aartsbisschop Makarios werd president en Vasil Kücük vicepresident. De grondwet bepaalde verder, dat de Turks Cyprioten, een minderheid van ongeveer 18%, niet alleen een onevenredig grote invloed kregen in het bestuur (zoals 30% van de parlementszetels, 30% van de ambtelijke functies en 40% van de politiemacht), maar in essentiële zaken, zoals de kieswet en de belastingwetgeving, in feite ook een recht van veto. In de grote plaatsen zouden gescheiden gemeentebesturen moeten worden ingesteld.
Al spoedig ontstonden er onoverkomelijke problemen bij het vervullen van vacatures in de ambtenarij, het leger en de politie en de organisatie van de gescheiden gemeentebesturen, die niet van de grond kwam. Ook gebruikten Turks-Cyprioten hun veto om essentiële belastingwetgeving te blokkeren. Het bestuur kwam tot stilstand, hetgeen Makarios er toe bracht om in 1963 een aantal wijzigingen in de grondwet voor te stellen, die de invloed van de Turks Cyprioten zou beknotten.
Op 21 december braken er hevige gevechten uit in Nicosia. Aanleiding was een incident tussen Turks-Cypriotische inzittenden van een auto bij een routinecontrole door Grieks-Cypriotische agenten, dat leidde tot de dood van een Turkse vrouw. Zowel de TMT als ontevreden ex-EOKA-strijders grepen de situatie aan om hun posities te verstevigen. Op andere plaatsen braken eveneens gevechten uit. De situatie was precair omdat de Griekse en Turkse legercontingenten, die volgens de akkoorden van Zürich op het eiland gestationeerd waren, met elkaar slaags zouden kunnen raken. Om dit te voorkomen werd op Brits initiatief op 24 december een wapenstilstand gesloten en een dag later ging Makarios akkoord met een tijdelijke vredesmacht van Griekse, Turkse en Britse troepen. De Engelsen namen daarop posities in in Nicosia om de strijdende partijen te scheiden. Dit was het begin van de Groene Lijn, de demarcatielijn die het eiland in tweeën deelt.
Het snelle Britse initiatief voorkwam een rechtstreekse confrontatie tussen de NAVO-partners Griekenland en Turkije, die samen met delegaties van de Turks en Grieks Cyprioten in januari in Londen bijeen kwamen om een oplossing te zoeken voor de ontstane patstelling. De besprekingen, die duurden tot begin februari, leidden tot niets, waarop Groot-Brittannië en de Verenigde Staten, die het conflict niet wilden internationaliseren uit angst dat de Sovjet-Unie er profijt uit zou trekken, voorstelden een NAVO-vredesmacht op het eiland te legeren. Dit was tegen de zin van de regering-Makarios, die een politiek van niet-gebondenheid aanhing en die juist wel heil zag in internationalisering om een doorbraak te bereiken. Makarios bracht de zaak voor de Verenigde Naties, die begin maart besloten om een vredesmacht (UNFICYP) naar Cyprus te sturen. Die bestond voornamelijk uit troepen uit NAVO-landen, onder bevel van de VN. Ondertussen braken nieuwe gevechten uit, die ertoe leidden dat Turkije zich gereed maakte voor een inval op het eiland. Slechts een persoonlijke interventie door de Amerikaanse president Johnson kon Ankara hiervan afbrengen.
Johnson stuurde zijn gezant Dean Acheson naar Cyprus met het voorstel om tot een vorm van enosis te komen in ruil voor een Turkse soevereine basis op het eiland en afstand aan Turkije van het Griekse eilandje Kastelorizo. Dit voorstel werd door Makarios afgewezen. Enosis was niet langer het streven, het doel was een onafhankelijk en ongebonden Cyprus geworden, met een constitutie zonder vetorecht voor de Turks-Cyprioten. Deze begonnen zich in enclaves te verschansen. Die kregen het karakter van belegerde vestingen. Ondanks de aanwezigheid van de vredesmacht kwamen incidenten regelmatig voor. In augustus 1964 werd een Turks wapentransport onderschept, dat onderweg was naar Kokkina aan de westkust. De (Grieks-Cypriotische) nationale garde viel daarop de enclave aan, waarna de Turkse luchtmacht te hulp schoot en een aantal Grieks-Cypriotische dorpen bombardeerde. Opnieuw dreigden de Turken met een inval en werden zij daar met moeite door de VS van afgehouden. In 1967 werd de situatie op Cyprus door twee gebeurtenissen verscherpt.
Eerste feit was de heimelijke terugkeer van Grivas op het eiland, die daar de EOKA heroprichtte, nu EOKA-B genaamd en een terreurcampagne begon, die zich vooral richtte tegen de aanhang van Makarios. Tweede feit was de staatsgreep in Athene, die een fascistische, anti-Makariosgezinde junta aan de macht bracht. Deze junta telde op Cyprus niet alleen mannen als Grivas onder zijn aanhang, maar ook talloze Griekse officieren die gedetacheerd waren bij de nationale garde. Aanhangers van Grivas vielen in november 1967 twee Turks Cypriotische dorpen aan, Agios Theodoros en Kophinou, waardoor Turkije nogmaals met een invasie dreigde. Die kon slechts worden afgewend door een snelle inkrimping van de Griekse troepenmacht op het eiland, die van de toegestane negenhonderdvijftig man was uitgegroeid tot bijna dertienduizend soldaten. Het ideaal van enosis had, mede door de dictatuur die zich in Athene had genesteld, voor veel Grieks Cyprioten zijn glans verloren.
Een meerderheid stond nu achter de politiek van Makarios. Toch verkeerde de aartsbisschop in een weinig benijdenswaardige positie. De junta en zijn aanhang op Cyprus zagen hem als een gevaar dat het liefst snel uit de weg moest worden geruimd. Door de VS, zeer gekant tegen zijn politiek van niet-gebondenheid, werd hij beschouwd als een cryptocommunist en de Turks Cyprioten onder leiding van Rauf Denktaş, zagen hem als een hinderpaal op weg naar het ideaal van taksim. Makarios probeerde, daarin gesteund door de VN, met de laatstgenoemden tot betere verhoudingen te komen. De de facto economische blokkade van de Turks Cypriotische enclaves werd opgeheven en onder leiding van Rauf Denktaş en Glafkos Clerides werd er tussen beide gemeenschappen regelmatig overlegd waardoor de spanningen op het eiland verminderden. Een gezamenlijke oplossing was echter nog niet bereikt toen de Atheense junta in 1974 haar plan uitvoerde om Makarios via een staatsgreep om te brengen en een marionet, in de vorm van Nicos Sampson, aan de macht te brengen.
De staatsgreep vond plaats op 15 juli 1974. Eenheden van de nationale garde onder hun Griekse officieren vielen het aartsbisschoppelijk paleis aan, met de opdracht Makarios te doden. Deze wist in de verwarring te ontsnappen en via de Britse basis bij Limassol naar Engeland te ontkomen. Nicos Sampson nam de macht over. Over het gehele eiland braken gevechten uit tussen voor- en tegenstanders van Makarios. De Turks Cyprioten trokken zich in hun enclaves terug. Lang hoefden zij daar niet te wachten. Ondanks het feit dat Makarios drie dagen na de staatsgreep terugkeerde naar het eiland om orde op zaken te gaan stellen, vielen de Turken het land binnen. Op 20 juli landden er Turkse troepen bij Kyreneia, vanwaar zij oprukten naar Nicosia. De schok van de Turkse invasie was tot in Athene te voelen.
Daar leidde zij tot de val van de junta en de terugkeer naar de democratie. Op 23 juli verdween Sampson van het toneel en werd de macht tijdelijk overgenomen door parlementsvoorzitter Glafkos Clerides. Op 30 juli kwam het tot een wapenstilstand, waarna er in Genève besprekingen begonnen tussen Griekenland, Turkije en de strijdende partijen op Cyprus. Turkije eiste op deze conferentie in een ultimatum een vorm van taksim, waarbij 35% van het eiland in Turks-Cypriotische handen zou komen. Toen Cyprus niet aan deze eis voldeed, begon het Turkse leger op 14 augustus een nieuw offensief, waarbij het vrijwel het gehele noorden van het eiland veroverde. Vrijwel de gehele Grieks Cypriotische bevolking werd uit het bezette gebied verdreven, terwijl de meeste Turks Cyprioten van het zuiden naar het noorden vluchtten.
Daarbij voegden zich in de periode na 1974 ongeveer 200.000 immigranten van het Turkse vasteland, die door de Republiek Cyprus als illegalen worden beschouwd. Hiertegen wordt door de Turks-Cyprioten stelling genomen met de redenering dat de 40.000 Pontische Grieken uit Rusland, 20.000 Libanese vluchtelingen en Griekse soldaten die na 1974 de Cypriotische nationaliteit kregen net zo goed immigranten zijn en het probleem van de immigratie daarmee niet een puur Turkse aangelegenheid is. Hiermee is het ideaal van taksim in feite bereikt, met hulp van de Grieks-Cyprioten (wat ironisch is, gezien de huidige wens van de Turks-Cyprioten tot hereniging en de wil van de Grieks-Cyprioten tot deling). In 1983 riepen de Turks-Cyprioten ten slotte eenzijdig de, uiteindelijk enkel door Turkije erkende, Turkse Republiek van Noord-Cyprus uit. Bangladesh en Pakistan erkenden ook de Turkse Republiek van Noord-Cyprus, maar onder druk van vooral de Verenigde Staten trokken zij hun erkenning in.

### Toetreding tot de Europese Unie
Het toetredingsproces van Cyprus tot de Europese Unie begon op 3 juli 1990. Op die dag diende Cyprus de aanvraag voor het EU-lidmaatschap in en claimde dat te doen voor het gehele eiland. De Turks-Cyprioten echter zeggen dat het Grieks-Cypriotische bestuur niet het Turkse gedeelte vertegenwoordigt. Desondanks erkent de Europese Unie sinds dat moment deze claim en dus de legitimiteit van de Grieks-Cypriotische regering over het hele eiland. Binnen de Europese Unie was er weinig belangstelling voor Cyprus en voor het conflict op het eiland; tevens ontbrak daar kennis over. Men hield zich vlak na het einde van de communistische regimes in Oost-Europa meer bezig met de ontwikkelingen aldaar en de mogelijkheden op toetreding tot de EU van voormalige communistische landen. Dat een Cypriotische toetreding toch op de agenda kwam is te danken aan EU-lid Griekenland.
Het Cyprus-conflict was en is namelijk een van de belangrijkste onderdelen van de Griekse buitenlandse politiek. Griekenland gaf op dat moment onomwonden steun aan de Grieks-Cypriotische regering. In het begin van de jaren negentig zag men in Griekenland de Turken als aartsrivaal. Een toetreding van Cyprus tot de EU was vanuit Athene vooral wenselijk, omdat deze het conflict op het eiland zou kunnen oplossen in het voordeel van de Grieks-Cyprioten. Griekenland en de Grieks-Cypriotische regering hebben aldus tezamen de Cypriotische toelating op de agenda gezet. Griekenland legde een link met de wens van de EU om tot een uitbreiding met Oost-Europese landen te komen; men maakte aan de EU duidelijk een uitbreiding naar het oosten te vetoën indien Cyprus niet op de agenda zou komen.
Vanaf de Europese Raad van Kopenhagen in juni 1993 waren er duidelijke criteria voor Cyprus en andere landen en ging er aldus een nieuwe fase van het toetredingsproces van start. In dezelfde maand besprak de Europese Commissie de aanvraag van Cyprus en kwam tot een voorwaardelijke instemming van de toetreding. Cyprus zou pas kunnen toetreden indien het conflict op het eiland beëindigd zou worden, want de Europese Unie had geen zin een conflicthaard in huis te halen.
De Europese Raad van Helsinki (december 1999) was een nieuwe mijlpaal in de toetreding van Cyprus tot de Europese Unie. Enerzijds werd nog steeds benadrukt dat de EU belang hecht aan een oplossing van het conflict, maar anderzijds staat sindsdien het ontbreken van een oplossing de toetreding van Cyprus niet langer in de weg. De Grieks-Cyprioten hadden toen hun zin gekregen: een toetreding zonder oplossing van het conflict is bij voorbaat goedgekeurd; men kon vanaf toen, met rugdekking van de EU, harde eisen stellen aan de Turks-Cyprioten. De EU kon weinig meer dan rugdekking bieden, omdat de Grieks-Cyprioten met het Helsinki-akkoord een belangrijke troef in handen hebben: wanneer de EU een verenigd Cyprus binnen de EU wil, moeten de Grieks-Cyprioten daarmee instemmen en moet dus aan hun wensen worden voldaan. Op datzelfde moment werd de Turks-Cypriotische gemeenschap uitgenodigd om aan de toetredingsonderhandelingen deel te nemen, maar enkel als onderdeel van de Grieks-Cypriotische regeringsdelegatie. Dit wordt door wetenschappers die onderzoek doen op dit terrein gezien als een duidelijk signaal dat de Europese Unie de conflictanalyse van de Grieks-Cyprioten had overgenomen. Men deelde de Grieks-Cypriotische visie dat Turkije een belemmering vormt voor een duurzame vrede: als Turkije echt zou willen, zo dacht men, zou het de Turks-Cyprioten tot een akkoord dwingen. Als gevolg daarvan stelde de EU aan Turkije de eis dat een oplossing van het Cypriotische conflict een voorwaarde zou zijn voor een Turkse toetreding.
Er zijn ook stemmen die beweren dat Cyprus in principe geen lid van de Europese Unie had mogen worden vóórdat Griekenland, Turkije en Groot-Brittannië gezamenlijk ingestemd hadden; dit op grond van de garantieovereenkomsten. Deze bewering is echter nog niet bevestigd door rechtskundigen.
Denktash verraste in april 2003 vriend en vijand door een aantal reisbeperkingen op te heffen, waardoor voor het eerst sinds 1974 Grieken en Turken elkaars landsdelen konden bezoeken. Er werd afgesproken dat indien de regeringen er onderling niet uit zouden komen, Annan zijn plan zou voorleggen aan de bevolkingen van Turks- en Grieks-Cyprus en dit gebeurde dan ook. Wanneer beide bevolkingsgroepen hadden ingestemd, zou Cyprus een federale staat worden die tot de EU zou toetreden. Op 24 april 2004, kort voor de Cypriotische toetreding tot de EU, stemden de Turks-Cyprioten vóór het plan en de Grieks-Cyprioten (met instemming van hun regering) tegen.
Aangezien Cyprus volgens de Europese Unie aan alle vereisten Kopenhagen-criteria voldeed en een oplossing voor het conflict niet noodzakelijk zou zijn, kon Cyprus in mei 2004 toetreden.
De VN en de EU waren teleurgesteld dat Cyprus niet als een herenigd eiland zou toetreden en gaven de Grieks-Cypriotische nee-stemmers hiervan de schuld. Vanaf het referendum verhardde de houding van de EU ten opzichte van Cyprus zich: de EU heeft de TRNC (Turkse Republiek Noord-Cyprus) gelijk na het referendum 259 miljoen euro toegezegd (een impliciete erkenning van die regering), Turks-Cypriotische politici bezoeken Europese leiders, er gaat op Turks-Cyprus gevlogen worden vanuit de EU en er wordt serieus gesproken over het opheffen van het embargo. Maar de Grieks-Cyprioten lijken er niet mee te zitten: zij hebben een zeer sterke positie in de onderhandelingen over een Turkse toetreding tot de Europese Unie; met een vetorecht kunnen zij deze toetreding tegenhouden. Inmiddels is begonnen met onderhandelingen over toetreding van Turkije tot de Europese Unie, en heeft Grieks-Cyprus alsnog geen veto uitgesproken. Wat voor bijdrage dat overigens zou hebben voor de oplossing van het conflict is een ander aspect.
In juni 2006 zette de EU Turkije onder druk om zijn lucht- en waterwegen open te stellen voor Cypriotisch vliegtuigen en schepen. Maar Ankara vindt dat onaanvaardbaar zolang de EU Turks-Cyprus niet erkent. Premier Erdogan van Turkije kreeg in eigen land bijval voor zijn opvatting dat Turkije niet deelneemt aan EU-toetredingsonderhandelingen zolang de EU Turks-Cyprus niet erkent. Daarmee drukte hij uit dat voor Turkije de kwestie-Cyprus nog steeds van het allerhoogste (Turks-)nationale belang is.
In 2013 kreeg Cyprus te maken met een uitgebreide bankencrisis, die spaarders trof en zowel de landelijke als de EU-politiek hevig beroerde.